# Bagunte
Bagunte é uma povoação portuguesa do Município de Vila do Conde, a norte do rio Ave, que foi sede da extinta Freguesia de Bagunte, freguesia que tinha 9,21 km² de área (2012), 1 489 habitantes (2011), e, por isso, uma densidade populacional de 161,7 hab/km².
A Freguesia de Bagunte foi extinta (agregada) em 2013, no âmbito de uma reforma administrativa nacional, tendo sido agregada às freguesias de Ferreiró, Outeiro Maior e Parada, para formar uma nova freguesia denominada União das Freguesias de Bagunte, Ferreiró, Outeiro Maior e Parada.

## Geografia
Limita a sul com o mesmo rio, a nascente com Ferreiró, Outeiro Maior e Balazar, a norte com Arcos e a poente com Touguinhó.

## População
| População da freguesia de Bagunte | População da freguesia de Bagunte | População da freguesia de Bagunte | População da freguesia de Bagunte | População da freguesia de Bagunte | População da freguesia de Bagunte | População da freguesia de Bagunte | População da freguesia de Bagunte | População da freguesia de Bagunte | População da freguesia de Bagunte | População da freguesia de Bagunte | População da freguesia de Bagunte | População da freguesia de Bagunte | População da freguesia de Bagunte | População da freguesia de Bagunte |
| --------------------------------- | --------------------------------- | --------------------------------- | --------------------------------- | --------------------------------- | --------------------------------- | --------------------------------- | --------------------------------- | --------------------------------- | --------------------------------- | --------------------------------- | --------------------------------- | --------------------------------- | --------------------------------- | --------------------------------- |
| 1864                              | 1878                              | 1890                              | 1900                              | 1911                              | 1920                              | 1930                              | 1940                              | 1950                              | 1960                              | 1970                              | 1981                              | 1991                              | 2001                              | 2011                              |
| 922                               | 934                               | 1 011                             | 1 028                             | 1 131                             | 1 202                             | 1 178                             | 1 302                             | 1 397                             | 1 389                             | 1 473                             | 1 613                             | 1 722                             | 1 662                             | 1 489                             |

Nos censos de 1878 a 1930 tinha anexada a freguesia de Santogões. Pelo decreto-lei nº 24 724, de 31/12/1936, a freguesia de Santogões foi extinta e incorporada nesta freguesia.

| Distribuição da População por Grupos Etários | Distribuição da População por Grupos Etários | Distribuição da População por Grupos Etários | Distribuição da População por Grupos Etários | Distribuição da População por Grupos Etários | Distribuição da População por Grupos Etários | Distribuição da População por Grupos Etários | Distribuição da População por Grupos Etários | Distribuição da População por Grupos Etários | Distribuição da População por Grupos Etários |
| -------------------------------------------- | -------------------------------------------- | -------------------------------------------- | -------------------------------------------- | -------------------------------------------- | -------------------------------------------- | -------------------------------------------- | -------------------------------------------- | -------------------------------------------- | -------------------------------------------- |
| Ano                                          | 0-14 Anos                                    | 15-24 Anos                                   | 25-64 Anos                                   | > 65 Anos                                    |                                              | 0-14 Anos                                    | 15-24 Anos                                   | 25-64 Anos                                   | > 65 Anos                                    |
| 2001                                         | 290                                          | 283                                          | 867                                          | 222                                          |                                              | 17,4%                                        | 17,0%                                        | 52,2%                                        | 13,4%                                        |
| 2011                                         | 213                                          | 174                                          | 854                                          | 248                                          |                                              | 14,3%                                        | 11,7%                                        | 57,4%                                        | 16,7%                                        |

Média do País no censo de 2001:  0/14 Anos-16,0%; 15/24 Anos-14,3%; 25/64 Anos-53,4%; 65 e mais Anos-16,4%
Média do País no censo de 2011:   0/14 Anos-14,9%; 15/24 Anos-10,9%; 25/64 Anos-55,2%; 65 e mais Anos-19,0%

## História
Dada a sua extensão e a boa qualidade agrícola das suas terras, é natural que a localidade possua uma história rica, que ainda não está estudada relativamente a muitos aspectos.
Há duas realidades com valor histórico que a notabilizam: a Cividade de Bagunte e a Ponte de D. Sameiro (assim, não Zameiro, como frequentemente se escreve e diz: também se escrevia Zividade, por Cividade). Cividade de Bagunte é um nome antigo, mas não é o original: os documentos medievais chamam-lhe ora assim ora Castro de Argifonso, como se encontra nos muitos documentos transcritos no livro de Sérgio Lira sobre São Simão da Junqueira. O nome primitivo poderia ter sido Brachal ou Azeveoso…, como se afirma nas "Memórias Paroquiais de 1758" sobre a freguesia.
A Ponde de D. Sameiro data do tempo de D. Sancho I; existe um documento de 1209 que se refere às obras da sua construção.
Na Idade Média, assinalavam-se em Bagunte as seguintes vilas rústicas: Bagunte (que deu nome à paróquia), Vila Verde, Vilar, Figueiró, Segesmonde, Santagões e Carcavelos. A este número, talvez se deva acrescentar Ceisão. Todas elas vêm mencionadas em documentos do Mosteiro de S. Simão da Junqueira (cfr. LIRA, Sérgio (2001) O Mosteiro de S. Simão da Junqueira, 2º Vol., Vila do Conde, Câmara Municipal de Vila do Conde e as Inquirições de D. Afonso II e D. Afonso III).
Vilar era sede de pousa real, devido certamente a ficar à margem duma importante estrada, conhecida como Karraria antiqua ou via vetera, que era caminho de Santiago. Era a estrada que vinha de Moreira da Maia por Vairão, Ponte de D. Sameiro e seguia depois para Rates, etc. A Quinta de Vilar foi a mais notável casa da freguesia.
Bagunte possui, além da Igreja Paroquial, dedicada a Santa Maria, várias outras capelas; a mais notável é a da Senhora das Neves, no extremo nascente, que pertencia a Cavaleiros. Noutros tempos foi, de acordo com o Tombo da Comenda de Balazar, conhecida pelo poético nome de Ermida do Vale das Flores; é um centro de peregrinação.
O Testamento da abadessa Elvira Sanches, de Vairão, que durante mais de um século foi considerado o documento mais antigo da língua portuguesa, menciona Santagões (veja-se aqui: ).
O arquivo paroquial de Bagunte é excepcionalmente rico. Está publicado o tombo quinhentista da freguesia. 
Pertenceu ao concelho de Barcelos, passando a integrar o concelho (atual município) de Vila do Conde desde 1836.
A antiga freguesia de Santagões integra a localidade de Bagunte desde 1898.

## Património
- Cividade de Bagunte